# Папа, Эмилиано
Эмилиано Папа (исп. Emiliano Ramiro Papa; 19 апреля 1982, Асебаль, провинция Санта-Фе) — аргентинский футболист, защитник. Выступал за сборную Аргентины.

## Биография
Папа дебютировал за «Росарио Сентраль» в Примере 6 марта 2002 года в матче против «Расинга», который обыграл «Росарио» со счётом 1:0. Папа сыграл за «Сентраль» свыше 130 матчей. С 2006 года он выступает за столичный «Велес Сарсфилд», с перерывом в сезоне 2007/08, когда он отдавался в аренду в родной «Росарио Сентраль». На Папу также претендовала «Бока Хуниорс», однако её тренер на тот момент, Альфио Басиле, предпочёл приобрести Хуана Круповьесу.
В сезоне 2008/09 Папа был самым незаменимым игроком «Велеса». Клуб стал чемпионом Клаусуры 2009, а сам Папа с ноября 2008 года стал вызываться в сборную Аргентины. Первой его игрой за «Альбиселесте» стал товарищеский матч против Шотландии, выигранный со счётом 1:0. Это была первая победа Диего Марадоны в качестве главного тренера сборной Аргентины.
В рамках Клаусуры 2011 года, которую выиграл «Велес Сарсфилд», Эмилиано Папа сыграл свой 150-й матч за столичную команду (во всех турнирах).

## Титулы
- Чемпион Аргентины (2): 2009 (Клаусура), 2011 (К)
- Обладатель Суперкубка Аргентины (1): 2013